# Oklahoma City Blue 2019-2020
La stagione 2019-20 degli Oklahoma City Blue fu la 19ª nella NBA D-League per la franchigia.
Gli Oklahoma City Blue al momento dell'interruzione della stagione a causa della pandemia da COVID-19, erano terzi nella Midwest Division con un record di 20-22.

## Roster
| N° | Naz.                   | Ruolo | Sportivo               | Anno | Alt. | Peso |
| -- | ---------------------- | ----- | ---------------------- | ---- | ---- | ---- |
| 1  | Stati Uniti (bandiera) | G     | Markel Brown           | 1992 | 191  | 86   |
| 3  | Stati Uniti (bandiera) | G     | Abdul Gaddy            | 1992 | 191  | 84   |
| 4  | Stati Uniti (bandiera) | G     | Devon Hall             | 1995 | 196  | 96   |
| 5  | Canada (bandiera)      | G     | Luguentz Dort          | 1999 | 193  | 98   |
| 8  | Stati Uniti (bandiera) | G     | Sedrick Barefield      | 1995 | 188  | 86   |
| 10 | Stati Uniti (bandiera) | G     | Kethan Savage          | 1993 | 191  | 93   |
| 12 | Stati Uniti (bandiera) | A     | Vince Edwards          | 1996 | 201  | 102  |
| 13 | Stati Uniti (bandiera) | C     | Justin Patton          | 1997 | 213  | 109  |
| 14 | Stati Uniti (bandiera) | G     | Anthony Roberson       | 1994 | 196  | 82   |
| 15 | Stati Uniti (bandiera) | A     | Kevin Hervey           | 1996 | 206  | 104  |
| 21 | Stati Uniti (bandiera) | A     | Tyler Cook             | 1997 | 206  | 116  |
| 22 | Stati Uniti (bandiera) | A     | Isaiah Roby            | 1998 | 203  | 104  |
| 24 | Stati Uniti (bandiera) | A     | Myke Henry             | 1992 | 198  | 108  |
| 26 | Stati Uniti (bandiera) | G     | Courtney Alexander     | 1992 | 191  | 86   |
| 30 | Stati Uniti (bandiera) | G     | Deonte Burton          | 1994 | 196  | 113  |
| 31 | Germania (bandiera)    | G     | Bazoumana Koné         | 1993 | 191  | 82   |
| 32 | Stati Uniti (bandiera) | G     | Scotty Hopson          | 1989 | 201  | 93   |
| 40 | Stati Uniti (bandiera) | A     | Kadeem Jack            | 1992 | 206  | 107  |
| 44 | Stati Uniti (bandiera) | G     | DeVaughn Akoon-Purcell | 1993 | 196  | 91   |
| 45 | Stati Uniti (bandiera) | C     | Namdi Okonkwo          | 1994 | 213  | 100  |
|    | Stati Uniti (bandiera) | G     | Robert Heyer           | 1992 | 196  | 93   |
|    | Stati Uniti (bandiera) | G     | Jay Wright             | 1994 | 185  | 77   |

## Staff tecnico
- Allenatore: Grant Gibbs
- Vice-allenatori: Daniel Brady, Eric Maynor, Caliph Mohammed, Kameron Woods